# 蕩寇誌 (1975年電影)
《荡寇志》，是1975年香港邵氏公司出品，由張徹、午马根据古典小说水浒传后半部分的内容来導演的香港功夫片，姜大卫、李修贤等主演的電影。影片是接着《水浒传》之后的故事，故事主要讲述的梁山好汉接受宋朝招安后，剿灭方腊的故事。

## 電影內容
由于宋江避免其他导致梁山覆灭的因素而决定向朝廷招安，在燕青和李师师的努力下，宋徽宗终于同意招安，并让梁山好汉去攻打南方的起义军首领方腊。在进攻方腊的时候，因为方腊兵强马壮，以及一些地形上的因素，导致徐宁、董平、雷横、刘唐、秦明、杨雄、解珍、解宝、周通、阮小二等人相继战死。而后，梁山好汉为了能轻松的击败方腊，于是经过以宋江为首领等人的商量，决定找几个人混入方腊的城中，探听情况，然后再根据情况来行动。随后梁山派燕青、石秀、史进、张青、孙二娘、李逵、张顺等人混入城中，探听状况。虽说通过燕青等人的努力，他们终于找到了应对的方式。可是石秀、史进、张青、孙二娘、李逵却在这之中相继战死。接着，宋江等人根据计策，终于击败了方腊，不过在击败方腊的时候，张顺、阮小五相继战死。而燕青和武松在捉方腊的时候，因为重伤不治而死。

## 演员表
- 姜大卫 饰 燕青
- 狄龙 饰 武松
- 陈观泰 饰 史进
- 王钟 饰 石秀
- 李修贤 饰 张顺
- 樊梅生 饰 李逵
- 王光裕 饰 张青
- 于枫 饰 孙二娘
- 朱牧 饰 方腊
- 田青 饰 方天定
- 佟林 饰 邓元觉
- 陈凤镇 饰 石宝
- 刘刚 饰 厉天润
- 杨斯 饰 司行方
- 谷峰 饰 宋江
- 丹波哲郎 饰 卢俊义
- 金峰 饰 吴用
- 岳华 饰 林冲
- 雷龙 饰 秦明
- 秦沛 饰 花荣
- 罗威 饰 朱仝
- 彭鹏 饰 鲁智深
- 陈惠敏 饰 董平
- 陈沃夫 饰 徐宁
- 李恒 饰 戴宗
- 梁尚云 饰 刘唐
- 刘丹 饰 雷横
- 何汉洲 饰 张横
- 利榕杰 饰 阮小二
- 唐炎灿 饰 阮小五
- 韦港生 饰 阮小七
- 吴池钦 饰 杨雄
- 李维开 饰 解珍
- 曾永佳 饰 解宝
- 郑雷 饰 王英
- 何莉莉 饰 扈三娘
- 何威 饰 蔡福
- 杨泽霖 饰 蔡庆
- 张杨 饰 宋徽宗
- 钟玲玲 饰 李师师
- 王清 饰 吕师囊
- 罗乐林 饰 小黄门[2]

## 備註
1. ↑  . 《石家庄学院学报》 2017年第2期 P114-118页.
2. ↑  .   [2021-09-22]. （原始内容存档于2022-03-23）.

## 外部連結
- 豆瓣链接 （页面存档备份，存于）
- 互联网电影数据库（IMDb）上《荡寇志》的资料（英文）
- 香港影库链接 （页面存档备份，存于）